# Aeropuerto Internacional Rodríguez Ballón
Aeropuerto Internacional Rodríguez Ballón is een luchthaven in Arequipa, de tweede grootste stad van Peru. In 2009 maakten 593.038 passagiers gebruik van de luchthaven.